# La Chapelle-Blanche-Saint-Martin
La Chapelle-Blanche-Saint-Martin es una comuna francesa situada en el departamento de Indre y Loira, en la región Centro-Valle del Loira.

## Demografía
| 715 | 717 | 628 | 609 | 518 | 520 | 683 |
| Para los censos de 1962 a 1999 la población legal corresponde a la población sin duplicidades (Fuente: INSEE [Consultar]) |     |     |     |     |     |     |